# Bitka za Taierzhuang
Bitka za Taierzhuang (kin. 臺兒莊會戰 / 台儿庄会战, Tái’érzhūang huìzhàn; transliteracija: Bitka za Taierdžuang) vođena je od 24. ožujka do 7. travnja 1938. i dio je Drugog kinesko-japanskog rata između Republike Kine i Japanskog Carstva.
Taierzhuang se nalazi na istočnoj obali Carskog kanala a u to vrijeme je bio garnizonski grad u blizini bojišta, sjeveroistočno od Xuzhoua, značajnog željezničkog raskrižja. Pored toga, u Sjudžou se nalazila i komanda Kuomintanga za 5. ratnu zonu.
Ova bitka bila je dio japanskog plana za osvajanje Xuzhoua, velikog grada na istoku, zbog čega ju dio povjesničara smatra dijelom bitke za Xuzhou. Kinezima je uspjelo kod Taierzhuanga opkoliti Japance, a nizom različitih gerilskih aktivnosti potpuno su prekinuli japanske linije opskrbe, tako da su od početka travnja japanske trupe mogle biti ospskrbljivane još samo iz zraka, što niti iz daleka nije bilo dovoljno za dugotrajni otpor. 
Dana 28. ožujka, manja skupina japanskih vojnika potkopala je obzide oko Taierzhuang i pokušala iznutra osvojiti grad. No, kineski branitelji su ih otkrili i ubili. Tijekom sljedećeg tjedna, obje strane smatrale su dijelove grada i okolice svojim teritorijem.
Bez obzira na značajnu brojčanu nadmoć branitelja, Japanci su pokušali frontalnim napadom osvojiti grad. Kinezi su 6. travnja još dobili i pojačanje te su uspjeli osloboditi grad od japanskog obruča, a Japanci su se povukli. Radi očuvanja vlastitih snaga, Kinezi ih nisu progonili, što se kasnije pokazalo kao značajna strateška pogreška.
Usprkos velikog slavlja ove pobjede diljem Kine, Japanci su danima poricali svoj poraz. Novinske izvještaje svjetskih agencija o kineskoj pobjedi su u početku ignorirali, no sredinom travnja je zbog toga u Tokiju došlo do krize vlade.
Uspjeh kod Taierzhuanga bio je prva velika pobjeda nacionalističke koalicije, a istovremeno označio je i kraj mita o japanskoj nepobjedivosti i odrazio se na borbeni moral obaju strana. 

## Vanjske poveznice
Sestrinski projekti
|  | Zajednički poslužitelj ima još gradiva o temi Bitka za Taierzhuang |